# 2021–2022-es magyar férfi kézilabda-bajnokság (első osztály)
A 2021–2022-es magyar férfi kézilabda-bajnokság első osztálya a bajnokság 71. kiírása volt.
A bajnoki címet története során ötödik alkalommal a MOL-Pick Szeged nyerte meg, a döntőben a Veszprémet idegenben lőtt több góllal felülmúlva. A szegedi csapat először tudott két egymást követő évben bajnok lenni. A Szegeden és a Veszprémen kívül nemzetközi kupaindulásra jogosító helyen végzett még a Balatonfüred, a Ferencvárosi TC és a Tatabánya, kiesett az Eger és a Kecskemét.

## Résztvevő csapatok
| Csapat                     | Székhely          | Aréna                                                             | Befogadóképesség |
| -------------------------- | ----------------- | ----------------------------------------------------------------- | ---------------- |
| Balatonfüredi KSE          | Balatonfüred      | Balatonfüredi Szabadidőközpont                                    | 0712             |
| Budakalász KC              | Budakalász        | Budakalászi Sportcsarnok                                          | 0400             |
| Csurgói KK                 | Csurgó            | Sótonyi László Sportcsarnok                                       | 1200             |
| Dabas VSE KC               | Dabas             | OBO Aréna                                                         | 1920             |
| SBS-Eger                   | Eger              | Kemény Ferenc Sportcsarnok                                        | 0875             |
| Ferencvárosi TC            | Budapest, IX. ker | Elek Gyula Aréna                                                  | 1300             |
| Gyöngyösi KK               | Gyöngyös          | Dr. Fejes András Sportcsarnok                                     | 1500             |
| Kecskeméti TE              | Kecskemét         | Messzi István Sportcsarnok                                        | 1900             |
| Komlói BSK                 | Komló             | Komlói Sportközpont                                               | 0800             |
| Nemzeti Kézilabda Akadémia | Balatonboglár     | NEKA csarnok                                                      | 0678             |
| MOL-Pick Szeged            | Szeged            | Újszegedi Sportcsarnok Pick Aréna                                 | 3200 8143        |
| Tatabánya KC               | Tatabánya         | Földi Imre Sportcsarnok Tatabányai Multifunkcionális Sportcsarnok | 1000 6200        |
| Veszprém KKFT              | Veszprém          | Veszprém Aréna Március 15. úti Sportcsarnok                       | 5096 2200        |
| Telekom Veszprém           | Veszprém          | Veszprém Aréna                                                    | 5096             |

## Alapszakasz

### Tabella
| #   | Csapat                       | M  | GY | D | V  | G+ – G– | GK   | P  | Megjegyzések |
| --- | ---------------------------- | -- | -- | - | -- | ------- | ---- | -- | ------------ |
| 1.  | Telekom Veszprém KGY         | 26 | 24 | 2 | 0  | 931–687 | +244 | 50 |              |
| 2.  | MOL-Pick Szeged B            | 26 | 23 | 1 | 2  | 913–654 | +259 | 47 |              |
| 3.  | Balatonfüredi KSE            | 26 | 17 | 2 | 7  | 806–733 | +73  | 36 |              |
| 4.  | Ferencvárosi TC              | 26 | 17 | 0 | 9  | 826–776 | +50  | 34 |              |
| 5.  | Tatabánya KC                 | 26 | 15 | 2 | 9  | 774–750 | +24  | 32 |              |
| 6.  | Gyöngyösi KK                 | 26 | 14 | 1 | 11 | 751–759 | −8   | 29 |              |
| 7.  | Komlói BSK                   | 26 | 11 | 3 | 12 | 753–771 | −18  | 25 |              |
| 8.  | Budakalász KC                | 26 | 10 | 4 | 12 | 696–754 | −58  | 24 |              |
| 9.  | Csurgói KK                   | 26 | 11 | 1 | 14 | 659–723 | −64  | 23 |              |
| 10. | Fejér-B.Á.L. Veszprém        | 26 | 7  | 2 | 17 | 726–789 | −63  | 16 |              |
| 11. | Dabas VSE KC                 | 26 | 6  | 3 | 17 | 683–762 | −79  | 15 |              |
| 12. | Nemzeti Kézilabda Akadémia F | 26 | 10 | 3 | 13 | 702–790 | −88  | 23 |              |
| 13. | SBS-Eger                     | 26 | 4  | 2 | 20 | 716–844 | −128 | 10 |              |
| 14. | Kecskeméti TE F              | 26 | 4  | 0 | 22 | 675–824 | −149 | 8  |              |

Forrás: https://www.mksz.hu/versenyek/felnottFerfiVersenyek/32021208/320213668 
A rangsorolás alapszabályai: 1. összpontszám, 2. egymás elleni eredmények összpontszáma, 3. egymás elleni eredmények gólkülönbsége, 4. egymás elleni eredmények szerzett góljainak száma, 5. gólkülönbség, 6. szerzett gólok száma.
(B): Bajnokcsapat, (K): Kieső csapat, (F): Feljutó csapat, (I): Kupainduló, (R): A rájátszás győztese, (KGY): Kupagyőztes

## A döntő
| Alapszakasz 1.       | Össz. | Alapszakasz 2.      | 1. mérkőzés | 2. mérkőzés |
| -------------------- | ----- | ------------------- | ----------- | ----------- |
| Telekom Veszprém (1) | 58–58 | MOL-Pick Szeged (2) | 29–28       | 29–30       |

1. mérkőzés
| 2022. június 3. 18:45 (CEST) | MOL-Pick Szeged | 28 – 29     | Telekom Veszprém | Pick Aréna, Szeged Nézőszám: 8000 Játékvezetők: Hargitai, Markó |
| 2022. június 3. 18:45 (CEST) | három játékos 5 | (16–15)     | Jahja 7          | Pick Aréna, Szeged Nézőszám: 8000 Játékvezetők: Hargitai, Markó |
| 2022. június 3. 18:45 (CEST) | 3× 1×           | Jegyzőkönyv | 4× 2×            | Pick Aréna, Szeged Nézőszám: 8000 Játékvezetők: Hargitai, Markó |

2. mérkőzés
| 2022. június 11. 17:45 (CEST) | Telekom Veszprém | 29 – 30     | MOL-Pick Szeged | Veszprém Aréna, Veszprém Nézőszám: 5100 Játékvezetők: Bócz, Wiedemann |
| 2022. június 11. 17:45 (CEST) | Mahé 7           | (14–14)     | Bombač, Rosta 6 | Veszprém Aréna, Veszprém Nézőszám: 5100 Játékvezetők: Bócz, Wiedemann |
| 2022. június 11. 17:45 (CEST) | 1× 2×            | Jegyzőkönyv | 3× 2× 1×        | Veszprém Aréna, Veszprém Nézőszám: 5100 Játékvezetők: Bócz, Wiedemann |

A MOL-Pick Szeged 58–58-as összesítéssel, idegenben lőtt több góllal nyerte a párharcot.
| A 2021–2022-es férfi kézilabda-bajnokság győztese |
| ------------------------------------------------- |
| MOL-Pick Szeged 5. cím                            |